# (4297) Eichhorn
(4297) Eichhorn (1938 HE) – planetoida z grupy pasa głównego asteroid okrążająca Słońce w ciągu 3,57 lat w średniej odległości 2,34 j.a. Odkryta 19 kwietnia 1938 roku.